# Дъ Мол
Дъ Мол (оригинално изписване: The Mall) е мол в София. Открит е официално на 21 април 2010 г. Реализацията на търговския център е на компанията „Карфур“. Инвеститор е гръцката група за инвестиции „Асос Кепитъл“.
Намира се на комуникативно място – бул. „Цариградско шосе“ 115, между ул. „Йерусалим“ и детелината при Държавната печатница, в близост до сградата на Vivacom, метростанция Цариградско шосе и търговските центрове Интер Експо Център, София Аутлет Център, Метро Кеш & Кери, Техномаркет и Бизнес център Капитал Форт, както и до жилищния Цариградски комплекс.
Разполага с обща застроена площ от 66 000 m², има 6 етажа, 3 от които са под земя. Паркингът е с капацитет за повече от 2800 превозни средства.
В мола има над 240 магазина, сред които са веригата за техника „Технополис“, магазини за мода („Bershka“, „Terranova“, Zara, „H&M“ и мн. др.), Billa, ресторанти, кафенета ( Starbucks, Costa Coffee), кино „Арена“ с 10 кинозали и боулинг и др.

## Сделка за придобиване през 2017 г.
През 2017 г. търговският център става собственост на южноафриканската инвестиционна група „New Europe Property Investmans“ (NEPI) срещу сумата от 180 млн. евро.